# De tre representationerna
De tre representationerna (förenklad kinesiska: 三个代表, pinyin: sān gè dàibiǎo), är Kinas tidigare ledare Jiang Zemins bidrag till Kinas kommunistparti (KKP), och därmed även den kinesiska statens, officiella politiska doktrin. Den utformades med hjälp av partiets chefsideolog Wang Huning.
Folkrepubliken Kina har, i likhet med Sovjetunionen och de övriga länderna i det forna Östblocket, en officiell ortodoxi. Detta innebär att politiskt tankegods som inte är inskrivet i den officiella doktrinen, betraktas som felaktigt. Att propagera för politiska idéer som inte ingår i den officiella doktrinen, betraktas som ett lagbrott och kan leda till straffrättsliga sanktioner.
De tre representationerna är sedan 2004 inskrivna i Folkrepubliken Kinas konstitution tillsammans med marxism-leninismen (proletariatets revolution är en historisk nödvändighet; ett starkt centraliserat politiskt parti lett av skolade yrkesrevolutionärer måste leda proletariatet genom revolutionen), Mao Zedong-tänkande (bönderna ersätter arbetarna som den viktigaste revolutionsagenten; revolutionen är inte över i och med att kommunistpartiet gripit makten – högerelement måste istället ständigt bekämpas och nergöras) och Deng Xiaoping-teori (”socialism med kinesiska kännetecken” – snarlik det koncept som i Väst kallas marknadsekonomi, men med större inslag av statlig styrning).
Ofta i kinesiska media, liksom i konstitutionen, kallad ”Den viktiga tanken om de tre representationerna”, har Jiang Zemin slagit fast (2001) att Kinas kommunistiska parti:
- alltid representerar Kinas progressiva sociala produktivkrafternas utvecklingsbehov
- alltid representerar Kinas progressiva kulturs utvecklingsriktning och
- alltid representerar Kinas folks bredaste mest fundamentala intresse.

Genom införandet av De tre representationerna i Kinas konstitution, har vissa grupper som tidigare inte kunnat bli medlemmar i Kinas kommunistiska parti (KKP) nu fått möjlighet att bli medlemmar där. Dessa grupper inkluderar bland andra affärsmän.  Att affärsmän, de facto kapitalister, tillåts bli medlemmar, är inte vanligt bland världens kommunistpartier och denna nya lag har debatterats intensivt inom KKP. Ett flertal partimedlemmar har uteslutits, efter att ha kritiserat den nya doktrinen. 
Att låta även affärsmän bli medlemmar är dock den logiska fortsättningen på de politiska reformer, vilka påbörjades av Deng Xiaoping 1978 med införandet av ”socialism med kinesiska kännetecken” i den officiella politiska doktrinen (se ovan). Genom att låta framstående affärsmän bli medlemmar hoppas partiet stärka sin maktbas i Kina.